# Samatite
Samatite (ou Samatit) est un village du Sénégal situé en Basse-Casamance. Il fait partie de la communauté rurale de Mlomp, dans l'arrondissement de Loudia Ouoloff, le département d'Oussouye et la région de Ziguinchor. Samatite est l'un des tout premiers villages, avec Loudia Diola (Elouda) de la commune de Mlomp. Ses limites sont au Nord par le village de Kagnout, à l'Est par le village de Loudia Diola (Eloudia), au Sud par le village de Dianténe et à l'Ouest par le fleuve Casamance et ses bolongs. Samatite est un des premiers royaumes de la commune. Mais, depuis des années, le village n'a pas encore intronisé son roi.

## Population
Lors du dernier recensement (2002), le village comptait 270 habitants et 38 ménages.

## Économie

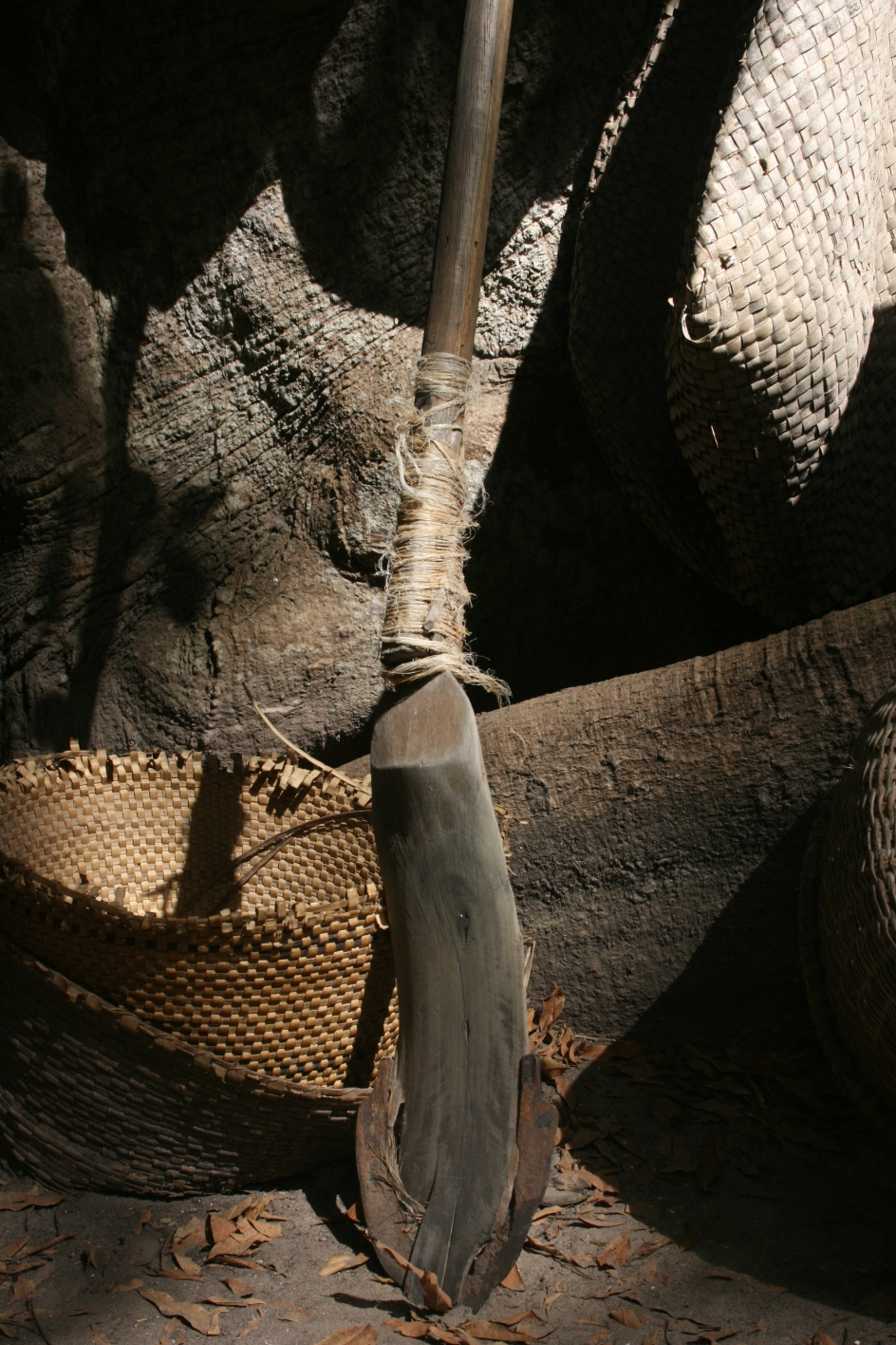
Kadiandou.

L'une des activités principales des habitants de Samatite est la riziculture qui se fait pendant l'hivernage sur une durée d'environ trois à quatre mois. C'est une activité ancestrale effectuée avec un outil traditionnel appelé le kadiandou qui sert à faire des sillons alignés et délimités par des diguettes sous une forme plus ou moins carrée ou rectangulaire (fréquemment). Ces sillons servent à raser les mottes de terre sur les surfaces à cultiver. Ils permettent aussi avec les diguettes, la conservation des eaux de pluie pour alimenter le riz repiqué sur la partie élevée jusqu'à sa maturité. Il y a deux temps pour cette activité de riziculture à Samatite : un premier qui est celui des pépinières sur les surfaces sèches ; un deuxième qui concerne la culture des surfaces couvertes d'eau suivie du repiquage des pépinières de riz.
Après chaque récolte, une fête dite des récoltes, appelée le kamagnène y est organisée. C'est pendant ce moment festif que les fiançailles et les mariages traditionnels sont tenus.
Situé pas loin du fleuve Casamance, au bord de la mangrove, Samatite regorge de fromagers (kapokiers ou Ceiba pentandra), de marigots et une forêt dense.
Les activités culturelles de ce village de Samatite sont, entre autres, la lutte et la danse traditionnelle qui se font souvent vers la fin du mois de septembre chaque année.